# Esther-Clair Sasabone
Esther-Clair Sasabone (Vlaardingen, 1970) é uma apresentadora de rádio, escritora, atriz e teatróloga holandesa. É irmã da cantora do grupo Vengaboys, Kim Sasabone.

## Biografia
Filha de pai molucano e mãe flamengo-escocesa, desde os três anos de idade é portadora de deficiência renal crônica; cresceu em Zevenbergen e formou-se professora em Utrecht.
Após o estágio ela não seguiu carreira no magistério, trabalhando no Museu Molucano, no Museu Ferroviário e como paramédica; em 1999 começou a carreira como apresentadora de rádio e no ano 2000 passou a escrever em site especializado sobre a doença renal, publicando em 2002 o livro "Mijn Mojang komt van Tuhaha", onde explora suas raízes molucanas.
Deixando o rádio, passou a realizar campanhas nacionais na Holanda, realizando palestras através do país; em 2008 estreou no Museu Molucano sua peça “Pulang, over verlangen en thuiskomen”  ("Pulang, sobre o desejo e voltar para casa").